# Vincenzo Galdi

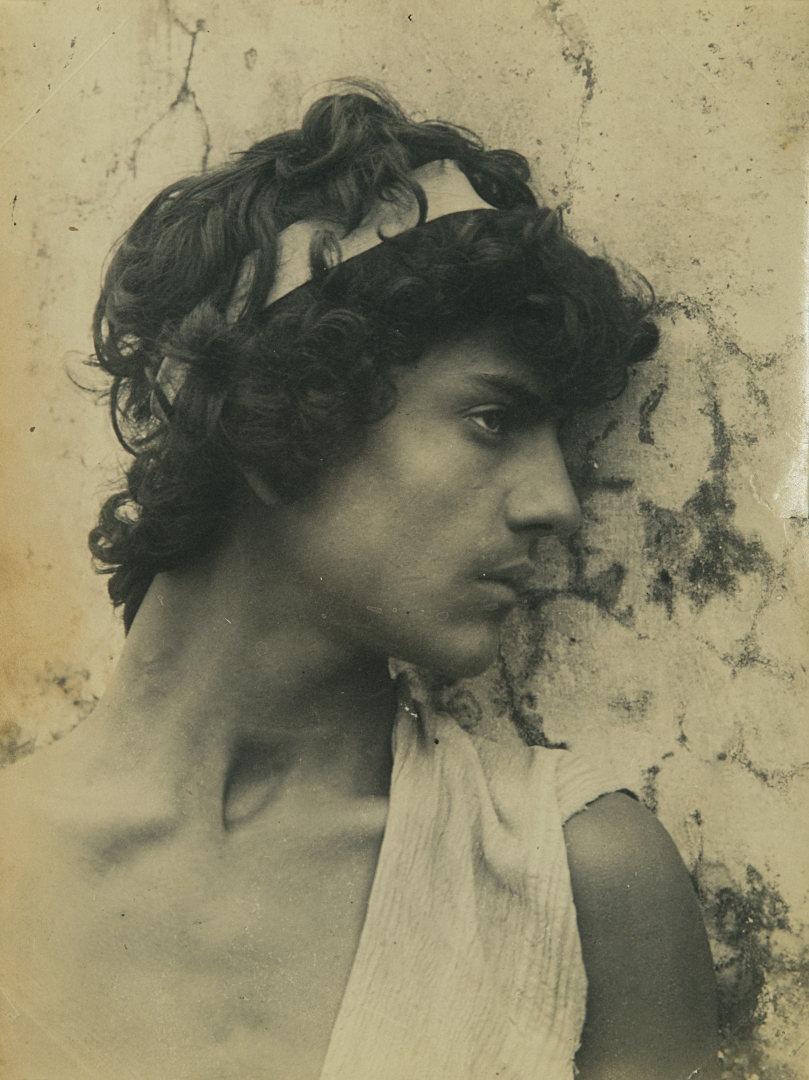
Vincenzo Galdi (Fotografie von Wilhelm Plüschow, frühe 1890er Jahre)

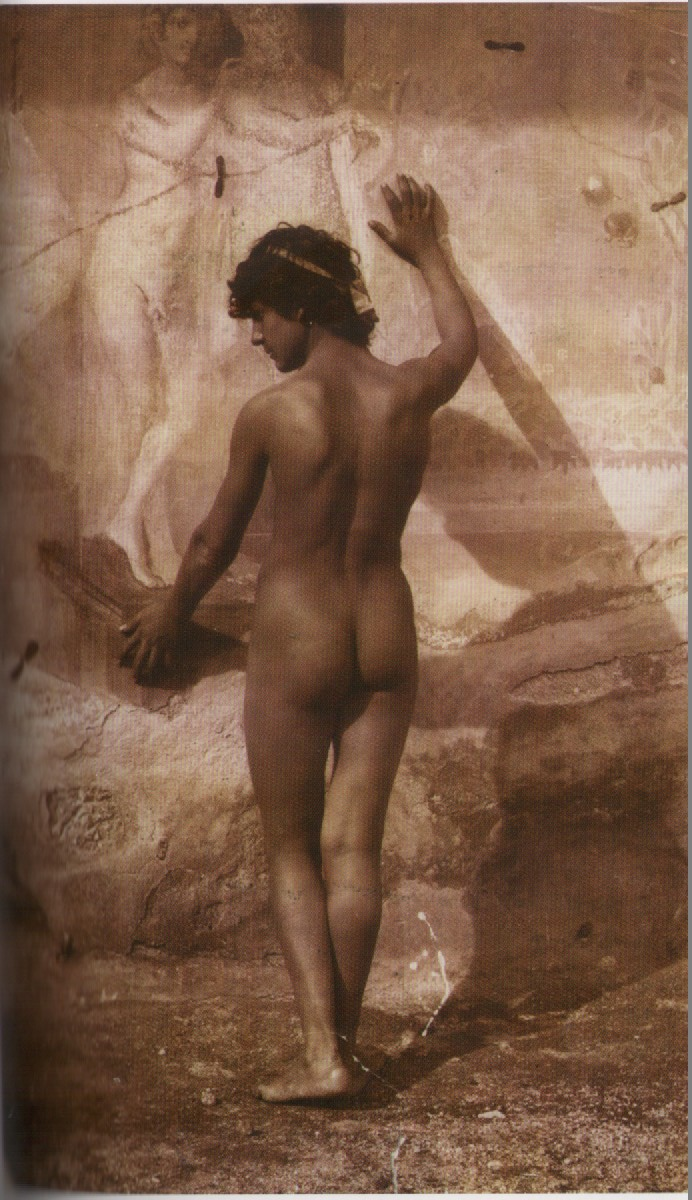
Vincenzo Galdi in Pompeji (Fotografie von Wilhelm Plüschow, um 1890)

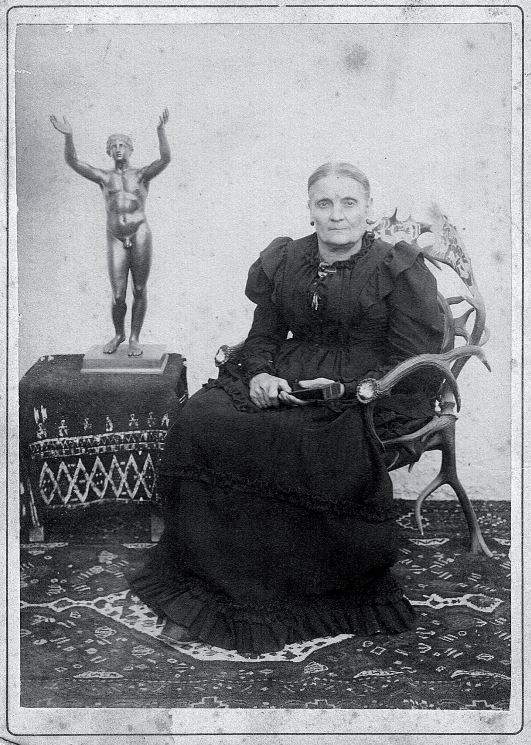
Die Mutter des Künstlers (Fotografie von Vincenzo Galdi, gegen Ende des 19. Jahrhunderts)

Vincenzo Galdi (* 11. Oktober 1871 in Neapel; † 23. Dezember 1961 in Rom) war ein italienischer Fotograf, der vor allem mit seinen Akten und erotischen Szenen Erfolg hatte. Mehrere Jahre lang wirkte er als Modell und Assistent des Fotografen Wilhelm Plüschow, mehrere Jahrzehnte lang als Galerist in Rom.

## Anfänge in Neapel
Galdis Vater hieß ebenfalls Vincenzo Galdi, entstammte einem alten Adelsgeschlecht (seine Vorfahren hatten sich Mitte des 18. Jahrhunderts in Marigliano nahe Neapel niedergelassen) und war Bankier und Hutfabrikant. Galdis Mutter Rosa D’Amore war die Schwester des Bürgermeisters von Marigliano.
Der junge Galdi studierte an der Accademia di Belle Arti in Neapel, daneben ging er bei den Fotografen Giorgio Sommer und Wilhelm Plüschow in die Lehre. 1887–1890 arbeitete er auch als Bühnenbildner, Musiker und Schauspieler für die Kompanien von Eduardo Scarpetta und anderen.
Gleichzeitig avancierte Galdi zu einem der bevorzugten Modelle Wilhelm Plüschows, und zahllose Porträts und „klassische“ Studien entstanden, etwa in Plüschows Garten am Posillipo oder in den pompejianischen Ruinen.

## Fotograf in Rom
In den frühen 1890er Jahren, vor dem Hintergrund der schlechten wirtschaftlichen Lage im vormaligen Königreich beider Sizilien, zogen Galdi und Plüschow nach Rom um. Beide eröffneten Studios im neuen Stadtteil Ludovisi. Galdi arbeitete, zumindest gelegentlich, weiterhin als Assistent Plüschows. Ansonsten widmete er sich seinen eigenen Projekten und hatte beträchtlichen geschäftlichen Erfolg. Sein Kundenstamm rekrutierte sich – wie bei Plüschow und dessen Cousin Wilhelm von Gloeden, der in Taormina arbeitete – vor allem aus „Deutschland, England und Nordamerika“.
Galdis Modelle waren Heranwachsende und Erwachsene, Frauen und Männer, Einzelne und Paare. Wie Plüschow und Gloeden nahm auch Galdi „nur selten Korrekturen am Negativ und Abzug vor. Körperliche Details – seien es Spuren der getragenen Kleidung, schmutzige Hände und Füße – traten ohne Beschönigung im Akt oder Portrait hervor“. Zusätzlich verzichtete Galdi weitgehend darauf, die Szenen zu antikisieren und überhöhen. Seine Bilder zeichneten sich durch große Direktheit aus und zeigten gegebenenfalls auch Erektionen und erotische Kapriolen – sie muteten „in ästhetischer Hinsicht weniger akademisch“ an.

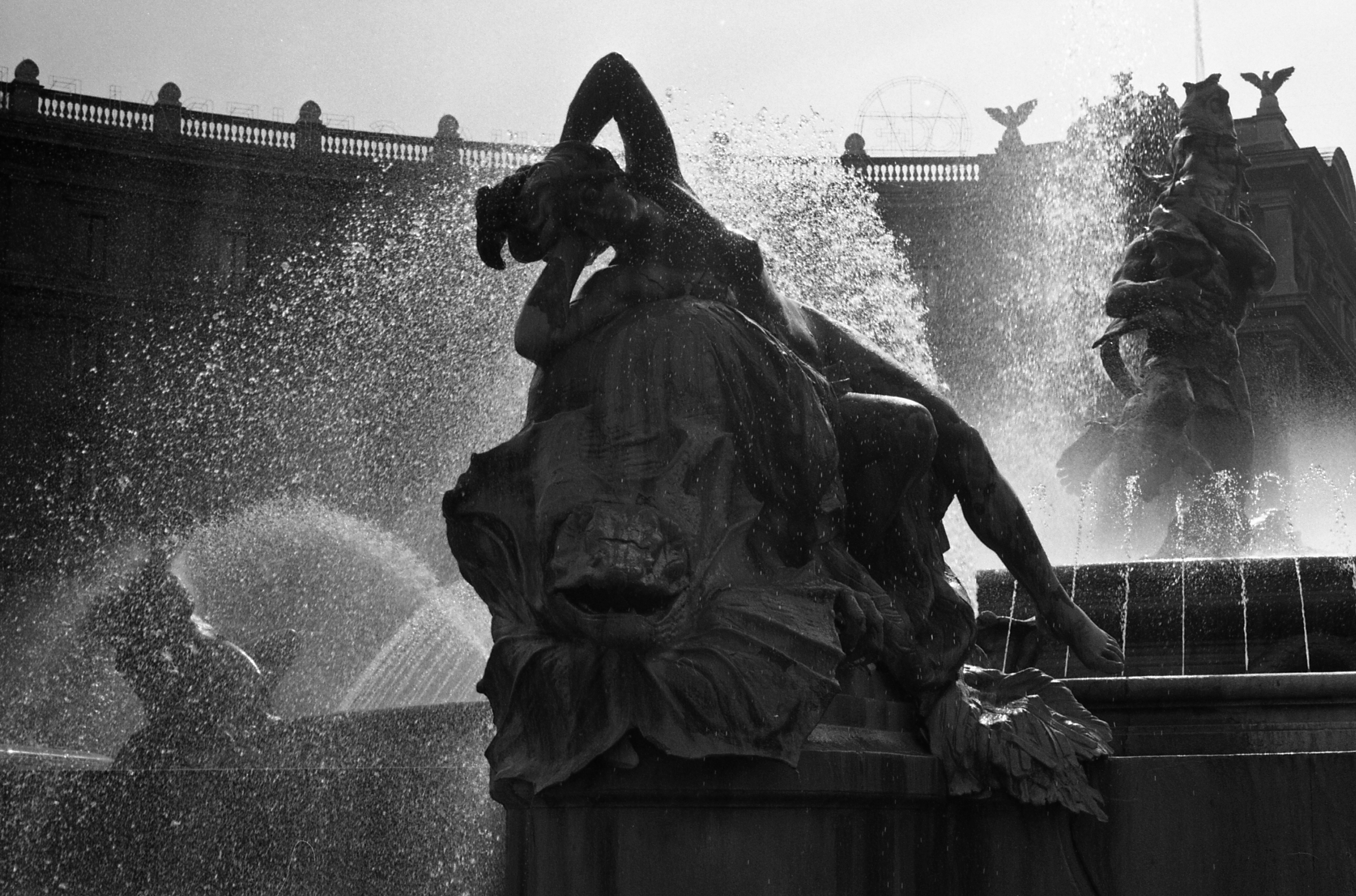
Die Fontana delle Naiadi auf der Piazza della Repubblica, Rom (Fotografie von Paolo Monti, 1963)

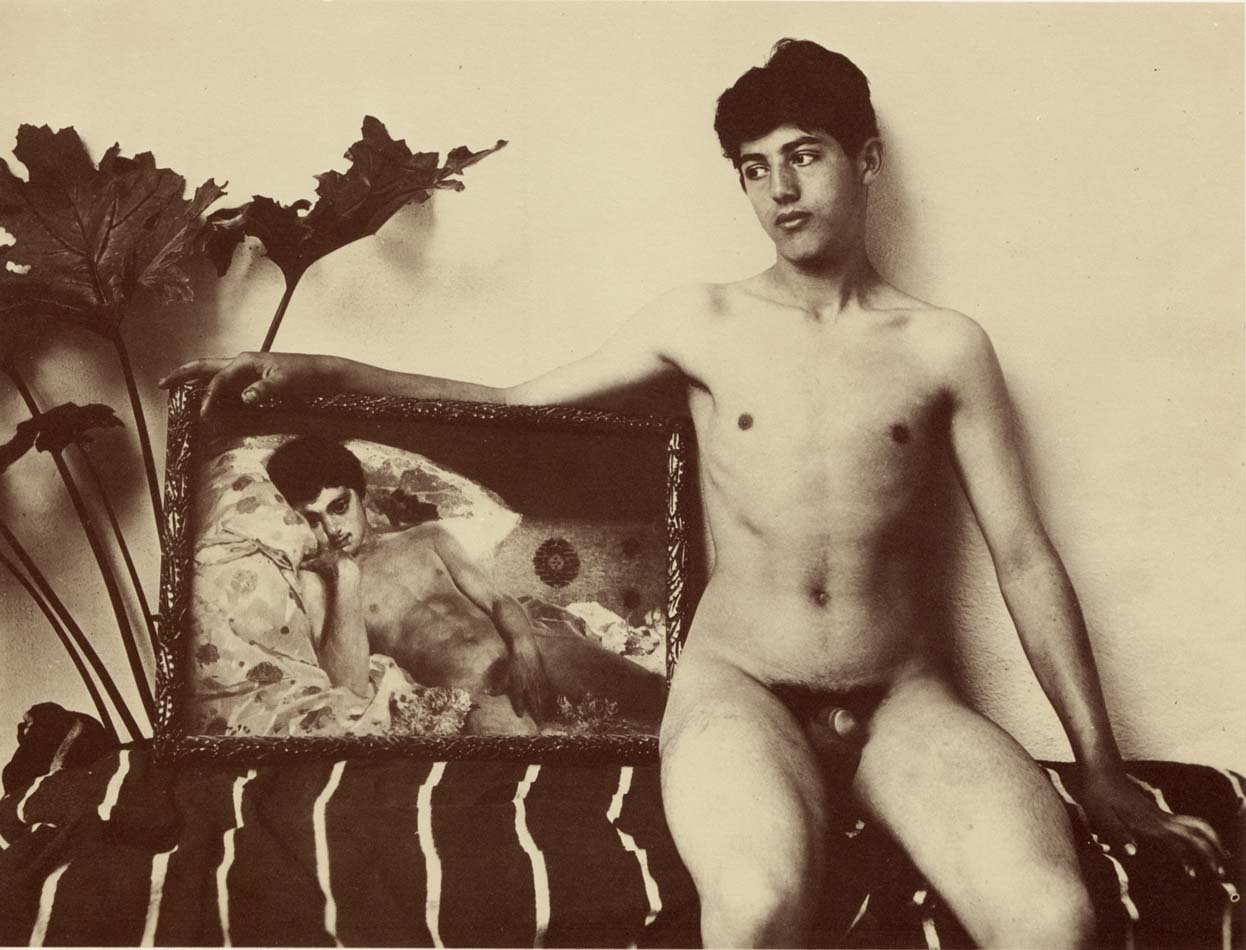
Carlo Siligato mit seinem wahrscheinlich von Frank Brangwyn gemalten Porträt (Fotografie von Vincenzo Galdi, 1906)

Um die Jahrhundertwende wirkte Galdi indirekt an der Umgestaltung des Brunnens auf der römischen Piazza della Repubblica mit. Der Bildhauer Mario Rutelli, der vier steinerne Löwen zu ersetzen hatte, bat Galdi um fotografische Vorlagen für vier Najaden. 1901 war der Najaden-Brunnen fertig, wurde nach Protesten gegen die „obszöne“ Gestaltung aber gleich wieder mit einem Sichtschutz versehen. Erst Jahre später ergriffen Anwohner die Initiative und rissen den Verschlag ab.
Galdi heiratete 1902 die Grundschullehrerin Virginia Guglielmi (1885–1941) und wurde 1903 und 1904 Vater (ein drittes Kind kam 1917 zur Welt). Aber auch der Familienvater widmete sich weiterhin der Arbeit im Fotostudio. So hielt er 1906 den jungen Sizilianer Carlo Siligato, den Lebensgefährten des in Taormina ansässigen britischen Malers Robert Hawthorn Kitson, in einer Serie von Aufnahmen fest.

## Galerist in Rom
1902 war Plüschow, „vermutlich in Folge des Skandals um den Industriellen Friedrich Alfred Krupp“, wegen „gewöhnlicher Kuppelei und Verführung Minderjähriger“ zu acht Monaten Gefängnis verurteilt worden. Weil bis zur Gerichtsverhandlung viel Zeit verstrichen war, vielleicht, „weil die italienischen Autoritäten möglichst vielen Personen die Möglichkeit geben wollten, aus Rom zu entfliehen und dem Erscheinen vor Gericht zu entgehen“, kam Plüschow bald nach seiner Verurteilung wieder frei und nahm umgehend seine Geschäfte wieder auf. 1907 ereignete sich ein weiterer Skandal, und 1910 kehrte Plüschow nach Deutschland zurück.
Allem Anschein nach war auch Galdi in den Skandal von 1907 verwickelt. Jedenfalls gab auch er sein Fotostudio auf und eröffnete stattdessen eine Kunstgalerie, die Galleria Galdi, die mehrmals umzog und in der Via del Babuino bis spät in die 1950er Jahre Bestand hatte. Die Galleria Galdi war fortschrittlich orientiert und engagierte sich u. a. für die Futuristen Giacomo Balla und Umberto Boccioni oder die römischen Künstler Pio Joris und Onorato Carlandi. Wenige Jahre nach Schließung der Galerie starb der 90-jährige Galdi in einem römischen Krankenhaus.

## Resonanz
Die Frage, ob einzelne Werke Wilhelm von Gloeden oder Wilhelm Plüschow zuzuordnen sind, andere Werke Wilhelm Plüschow oder Vincenzo Galdi, ist in vielen Fällen noch nicht beantwortet. Das erschwert die Charakterisierung und Würdigung der drei Künstler. Hinzu kommt, dass Galdis Lebenslauf bis vor Kurzem fast völlig im Dunkeln lag. 2011 fand in Paris eine erste Einzelausstellung statt, 2012 wurde in Rom eine erste umfassendere Biografie vorgelegt. Galdis Fotografien werden auf dem Kunstmarkt gehandelt, in Katalogen veröffentlicht und in Galerien ausgestellt. Mittlerweile befinden sie sich auch in den Sammlungen bedeutender Museen.

## Informationsbasis